# Positivisme
Le positivisme est un courant philosophique fondé au XIXe siècle par Auguste Comte, à la fois héritier et critique des Lumières du XVIIIe siècle et qui soumet de manière rigoureuse les connaissances acquises à l'épreuve des faits.
Le positivisme scientifique d'Auguste Comte s'en tient aux relations entre les phénomènes et ne cherche pas à connaître leur nature intrinsèque : il met l'accent sur les lois scientifiques et refuse la recherche des causes premières.
Auguste Comte construit une philosophie des sciences qui part des mathématiques pour aller jusqu'à la sociologie et la science politique, ainsi qu'une philosophie de l'histoire qui conçoit le processus historique comme une avancée vers davantage de rationalité scientifique (« positive ») et moins de théologie et de spéculation métaphysique sur les réalités transcendantes (« la loi des trois états »).
Après la mort de Comte, en 1857, le courant fut bientôt en proie à de nombreuses tensions internes ; cependant, le positivisme a marqué de nombreux domaines de la pensée du XIXe siècle, exerçant une influence entre autres sur la médecine, l'empirisme logique, et sur divers courants qui ne sont pas tous liés entre eux (comme le positivisme juridique, certains courants anglais qui dérivent de l'altruisme comtien, ou encore le néopositivisme contemporain).

## Origines

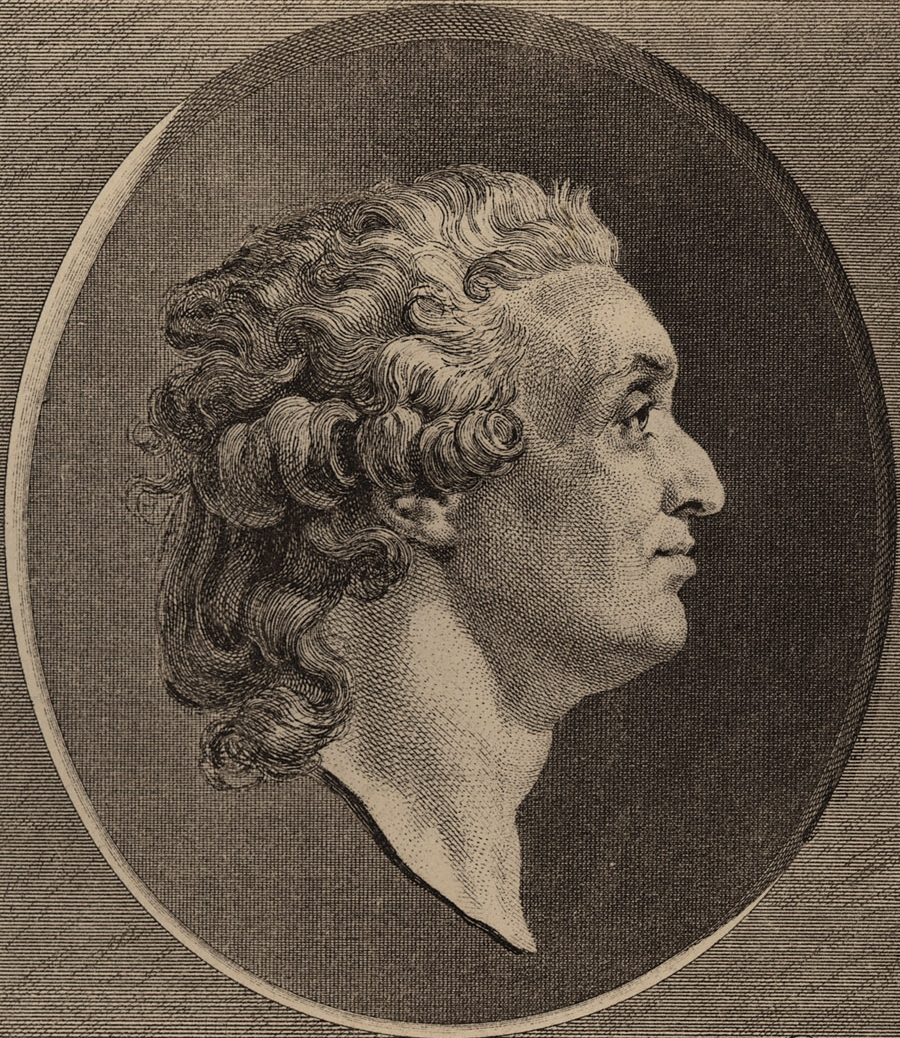
Nicolas de Condorcet

Les idées du positivisme puisent leur source dans certaines formulations de Denis Diderot qui soutient un « matérialisme enchanté » et donc une forme d'empirisme, D'Alembert et Turgot, ainsi que de leurs amis et élèves Lagrange et Condorcet.
On cherchait en effet dès la deuxième moitié du XVIIIe siècle à expliquer le progrès de l'esprit humain par le développement des « sciences positives » (mathématiques, physique, chimie…), autrement dit par les sciences dures : ce dispositif épistémologique est la directe conséquence des découvertes d'Isaac Newton. Il est aussi influencé par le déterminisme de Laplace.
Le courant philosophique du positivisme commença à se structurer en France dans la première moitié du XIXe siècle. Ce terme fut propagé par Saint-Simon, puis popularisé par Auguste Comte, qui collabora étroitement avec Saint-Simon, dont il fut le secrétaire de 1817 à 1824.

## Grandes étapes historiques

### Positivisme scientifique d'Auguste Comte

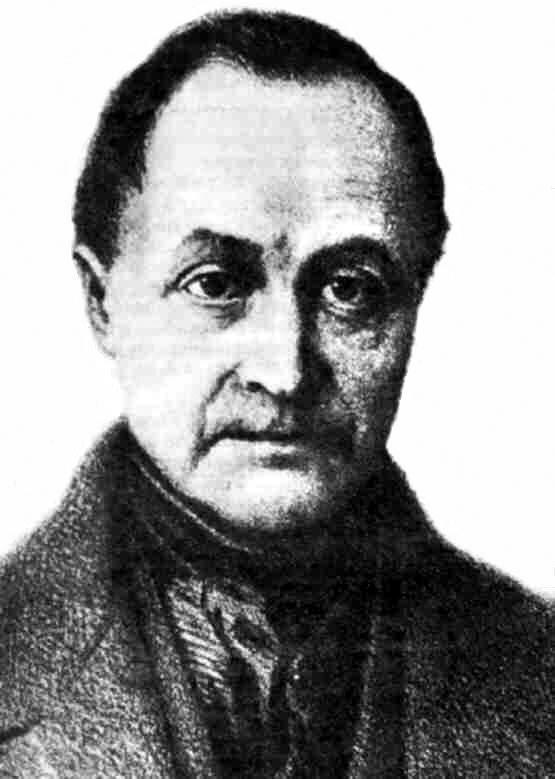
Auguste Comte

Dans son Cours de philosophie positive, écrit de 1830 à 1842, Auguste Comte affirme que l'esprit scientifique est destiné, par une loi inexorable du progrès de l'esprit humain, appelée loi des trois états, à remplacer les croyances théologiques et les explications métaphysiques. Il fonde ainsi le positivisme scientifique.
En devenant « positif », l'esprit renoncerait à la question « pourquoi ? », c'est-à-dire à chercher les causes premières des choses. Il se limiterait au « comment », c'est-à-dire à la formulation des lois de la nature, exprimées en langage mathématique, en dégageant, par le moyen d'observations et d'expériences répétées, les relations constantes qui unissent les phénomènes, et permettent d'expliquer la réalité des faits.
Émile Littré, Ernest Renan ou Ernst Mach, parmi bien d'autres, ont repris une approche plus ou moins conforme à celle-ci.

Notons que dans sa biographie consacrée à Auguste Comte, Émile Littré propose une définition concise de la philosophie positive : 

« La philosophie positive est l’ensemble du savoir humain, disposé suivant un certain ordre qui permet d’en saisir les connexions et l’unité et d’en tirer les directions générales pour chaque partie comme pour le tout. Elle se distingue de la philosophie théologique et de la philosophie métaphysique en ce qu’elle est d’une même nature que les sciences dont elle procède, tandis que la théologie et la métaphysique sont d’une autre nature et ne peuvent ni guider les sciences ni en être guidées ; les sciences, la théologie et la métaphysique n’ont point entre elles de nature commune. Cette nature commune n’existe qu’entre la philosophie positive et les sciences.
Mais comment définirons-nous le savoir humain ? Nous le définirons par l’étude des forces qui appartiennent à la matière, et des conditions ou lois qui régissent ces forces. Nous ne connaissons que la matière et ses forces ou propriétés ; nous ne connaissons ni matière sans propriétés ou propriétés sans matière. Quand nous avons découvert un fait général dans quelques-unes de ces forces ou propriétés, nous disons que nous sommes en possession d’une loi, et cette loi devient aussitôt pour nous une puissance mentale et une puissance matérielle ; une puissance mentale, car elle se transforme dans l’esprit en instrument de logique ; une puissance matérielle, car elle se transforme dans nos mains en moyens de diriger les forces naturelles. »

— Émile Littré, Auguste Comte et la philosophie positive

### Positivisme religieux d'Auguste Comte
Le positivisme « religieux », correspond à une deuxième phase de la pensée d'Auguste Comte, assez différente de la première.
Dans cette période, la pensée de Comte dérive vers une religion naturelle (religion de l'Humanité) fondée sur une sorte de culte des morts : Comte est le « grand-prêtre » de l'humanité, la société est dirigée par les scientifiques, l'Humanité est un Grand-Être. C'est une théorie qui établit des relations en société sur la base de lois scientifiques et techniques, censées apporter l'ordre, le progrès, l'amour au sens de l'altruisme (amour généralisé à des groupes humains plus larges que l'union des sexes, cf. : Agapé, ἀγάπη par opposition à éros, Ἔρως). Elle fait abstraction de la recherche sur le sens de la vie, les origines et les fins de l'Homme, le bonheur.
Dans cette phase paraissent le système de politique positive (quatre tomes publiés de 1851 à 1854) qui développe la sociologie selon Comte, le « catéchisme positiviste » et la synthèse subjective.
Selon Henri Gouhier, la religion de l'Humanité de Comte peut être rapprochée des tentatives religieuses de la Révolution française, le culte de la Raison en octobre et novembre 1793, le culte de l'Être suprême en mai 1794 et la théophilanthropie en 1796.

#### Calendrier positiviste d'Auguste Comte
En 1849 Auguste Comte crée un calendrier positiviste destiné à accompagner la religion positiviste comme instrument « d'art de la Mémoire », et de remplacement des saints catholiques du calendrier traditionnel par de grandes figures de l'Humanité.
On y remarque des personnes célèbres (philosophie, science…), requalifiés sous les grades de « dieux, héros et saints » dont Moïse, Socrate, Platon, Pythagore.

### Positivisme juridique
Le positivisme juridique est une doctrine juridique dans laquelle le droit se réduit au droit positif tel qu'il est décrit dans les codes. Le principal représentant de ce courant est l'Autrichien Hans Kelsen (1881-1973), auteur de la constitution de l'Autriche en 1920.
Hans Kelsen s'est inspiré du système de politique positive d'Auguste Comte (ouvrage écrit dans la phase dite « religieuse » de la philosophie de Comte) pour élaborer une théorie de la pyramide des normes, encore appelée normativisme.
Le positivisme juridique exclut toute référence à un « droit naturel ». Ces thèses sont exposées dans la Théorie pure du droit de Hans Kelsen. Le droit positif est, d'ailleurs, un des fondements de ce que Hans Kelsen a pu appeler l'État de droit.

### Positivisme logique
Positivisme logique (ou empirisme logique, néo-positivisme, empirisme rationnel).

## Critique du positivisme

### Critique juridique
"La théorie du positivisme juridique ne résiste pas à la pratique; elle s’avère, à l’exercice, intenable et artificielle. Prétendre que tout le droit est dans la loi suppose que l’œuvre judiciaire n’est qu’une réplication de celle du législateur. Le juge, bouche de la loi, selon la formule de Montesquieu, se contente de renouveler le commandement législatif sans jamais vraiment l’interpréter. Ce commandement est toujours clair, explicite, intelligible et demande simplement à être découvert. Rien n’est plus faux au regard des nombreux travaux démontrant la nature souvent créatrice du travail judiciaire et de la consécration, aujourd’hui incontestable, de la jurisprudence comme source de droit. Comme l’affirme le doyen Jean Carbonnier, "le droit est plus grand que les sources formelles du droit"."

### Critique philosophique et scientifique
Selon Friedrich Nietzsche, l'erreur du positivisme est de s'appliquer à analyser des « faits » qui seraient indépendants du sujet et donc « objectifs » ce qui n'est pas le cas car selon lui tout « fait » est déjà une interprétation du sujet :
"Contre le positivisme, qui en reste au phénomène, « il n’y a que des faits », j’objecterais : non, justement, il n’y a pas de faits, seulement des interprétations." Nietzsche - Fragments (posthume) fin 1886 – début 1887
Au sujet du fondement sur les phénomènes et les mesures  :

« On pourrait rétorquer qu'aucune expérience ne donne directement accès aux faits qui ne constituent en général qu'une reconstruction de l'esprit. Entre un fait et son observation, il se glisse toujours quelque instrument et quelque raisonnement sans lesquels toute recherche serait impossible. »

### Critique religieuse
Cette section ne s'appuie pas, ou pas assez, sur des sources secondaires ou tertiaires indépendantes du sujet. Le texte peut contenir des analyses inexactes ou inédites de sources primaires.
Pour l'améliorer, ajoutez-en, ou placez des modèles {{Source secondaire souhaitée}} ou {{Source secondaire nécessaire}} sur les passages mal sourcés. (mai 2024)
Le théologien catholique Henri de Lubac a consacré la deuxième partie de son livre Le Drame de l'humanisme athée (1944) à Auguste Comte, qu'il critique au même titre que Feuerbach, Marx et Nietzsche.
L'encyclique Fides et ratio (1998) :
Dans cette encyclique, Jean-Paul II constate que la pensée philosophique moderne s'est développée en s'éloignant progressivement de la Révélation chrétienne, au point de s'y opposer explicitement, le mouvement ayant atteint son apogée au XIXe siècle.
Jean-Paul II montre que la prise en compte de la métaphysique est nécessaire, dans le contexte actuel, à la spéculation philosophique, en vue de la recherche de sens, pour tout ce qui concerne les sciences de la vie notamment.
L'encyclique critique les développements ultérieurs du positivisme, et plus précisément le scientisme — ce qui n'est pas la même chose.

## Domaines influencés par le positivisme
La philosophie d’Auguste Comte s’est largement diffusée dans la société de la seconde moitié du XIXe siècle et de la première moitié du XXe siècle. Sa pensée a exercé une influence considérable sur le développement des sciences dans de nombreux domaines au même titre que celle de Saint-Simon a influencé l’économie. Elle l’a fait en particulier grâce à des sociétés savantes successives et/ou concurrentes en raison de la dispersion reconnue de ses disciples.

### Médecine
La médecine a été chronologiquement le premier domaine influencé par le positivisme, à travers des personnalités comme :
- le docteur Robinet, médecin d'Auguste Comte[20] ;
- Claude Bernard, médecin et physiologiste français[21].

C'est par la médecine que l'influence s'est transmise à l'Amérique latine.

### Philosophie
L'influence d'Auguste Comte s'est transmise :
- à Pierre Laffitte (1823-1903), « converti » en 1845, qui prit la tête de l'« Église positiviste » (société positiviste), après la mort d'Auguste Comte et restera « directeur intérimaire » de 1857 à 1903[23] ;
- à Ernest Renan, écrivain, philosophe, philologue et historien français ;
- à Hippolyte Taine philosophe et historien ;
- au Cercle de Vienne (positivisme logique) pendant l'entre-deux-guerres.

### Enseignement
- Jules Ferry a été influencé par le positivisme humanitaire de son temps[24]. Il développe l’enseignement populaire à travers les lois sur l'enseignement primaire du 28 mars 1882 et s’efforce d’exclure l’Église catholique du domaine de l’instruction ;

- Marcellin Berthelot (1827-1907) connu comme chimiste, fut aussi un homme politique et un militant du positivisme[25]. Il a introduit l'esprit positiviste dans l'enseignement secondaire lorsqu'il était ministre de l'instruction publique (1886-1887).

### Droit
L'influence a été très forte sur le droit, à travers le mouvement du positivisme juridique :
- théories du normativisme et de l'État de droit de Hans Kelsen, qui a donné le droit positif français ;
- théorie de l'État de service de Léon Duguit.

### Littérature, fiction
Auguste Comte a notamment influencé :
- Jules Verne qui, dans Les Voyages extraordinaires (54 volumes), publiés par son éditeur Pierre-Jules Hetzel, a donné une certaine vision du monde à la jeunesse de cette époque ;
- Émile Littré, philologue et médecin français, auteur du Dictionnaire de la langue française ; , il adhéra à la Société positiviste de Comte et à sa philosophie, mais n’apprécia pas les tournures religieuses du positivisme comtien et la manière dont Comte les mit sous l’inspiration de son amour pour Clotilde de Vaux[26] ;
- Émile Zola expose dans Le Roman expérimental sa volonté d'étendre les idées de Claude Bernard au roman, qui selon lui partage avec la médecine le fait d'être encore considéré comme un art alors qu'il faudrait le pratiquer comme une science[réf. nécessaire] ;
- Plus récemment, l'écrivain Michel Houellebecq[27].

### Linguistique
Les mots « altruisme » et « synergie » sont d'origine positiviste.
- Le mot « altruisme » a été inventé par Auguste Comte en 1830 ;
- Le mot « synergie » a été introduit par Auguste Comte en sociologie dans le Catéchisme positiviste[28].

Le mot « sociologie » a été inventé par l'abbé Sieyès et non par Auguste Comte, qui l'a seulement popularisé.

### Économie
Mélangée à d'autres idéologies, son influence s'est manifestée aussi dans l'économie (conjuguée avec le saint-simonisme).
- L'économiste anglais John Stuart Mill fut séduit par les idées de Comte, à travers une correspondance entamée avec lui en 1841 à la suite de la publication du cinquième volume du Cours de philosophie positive[29] mais s'en détourna vers 1842.
- L'économiste et logicien britannique Stanley Jevons (1835-1882) fut très influencé par le positivisme de Comte qui affirme la nécessité de construire une analyse scientifique et non philosophique des phénomènes sociaux. Il soutient que les économistes doivent formuler des relations mathématiques entre les grandeurs caractéristiques de l'économie et les vérifier par le calcul statistique[30].

### Sociologie
Auguste Comte est souvent considéré en France comme l'un des précurseurs de la sociologie. En fait, le terme de sociologie fut créé par Sieyès, et l'étude des phénomènes sociaux était antérieure à Comte (voir sociologie). Il n'en reste pas moins vrai que, dans l'évolution de la pensée occidentale des deux derniers siècles, le positivisme de Comte a influencé des sociologues comme Émile Durkheim, ou Herbert Spencer (utilitarisme anglais). Pour expliquer la psychologie de l'Homme, Auguste Comte crée une Triade basée sur les principes d'action de l'Homme :
- la race (l'atavisme),
- le milieu social,
- le moment, l'époque.

### Politique
Surtout à partir de la deuxième moitié du XIXe siècle :
- Les mouvements socialistes au XIXe siècle ont été marqués par le positivisme. Cela transparaît par exemple dans l'ouvrage de Victor Considérant, Bases de la politique positive (1847) ;
- Léon Gambetta a publiquement affirmé son adhésion au positivisme en décrétant que Comte était « le plus puissant penseur du siècle » et le fondateur « d’une véritable science positive, cette méthode sévèrement tracée, plus sévèrement pratiquée »[32].
- Jean Jaurès aurait assisté aux banquets républicains de la « secte » positiviste[33] ;
- Georges Clemenceau a traduit en français l’ouvrage Auguste Comte et le positivisme de John Stuart Mill qu’il admirait et a rencontré grâce à son père en 1865[32] ;
- Le général André, à l'origine de la loi sur le service militaire de 1905, impliqué dans l'affaire des fiches, a côtoyé la société positiviste et présidé l'inauguration de la statue d'Auguste Comte place de la Sorbonne en 1902[34] ;
- Charles Maurras et plusieurs personnalités de l'Action française ont été influencés par le positivisme. Charles Maurras a eu une « nuit d'extase » après la lecture de la Synthèse subjective d'Auguste Comte[35]. Charles Maurras, théoricien du nationalisme intégral et dirigeant de l'Action française, agnostique et partisan de la restauration d'une religion d'État en France - le catholicisme -, est influencé par la pensée de Comte comme c'est visible à travers sa méthode d'analyse politique nommée l'« empirisme organisateur ».

### Histoire
Le positivisme a introduit de nouvelles formes de méthodologie historique, notamment chez les historiens Charles-Victor Langlois et Charles Seignobos.

### Architecture
Le plan et l'esprit de la bibliothèque Sainte-Geneviève (1851, Paris Ve, architecte Henri Labrouste) s'inspirent du positivisme par la symbolique du savoir accessible à tous - bibliothèque d'éducation et non d'érudition - voir travaux de Neil Levine.

### École polytechnique
De nombreux polytechniciens ont été influencés jusqu'au milieu du XXe siècle.
L'histoire officielle de l'École polytechnique appartient à la collection « la pensée préservée » de l'éditeur Lavauzelle. Cette histoire n'a pas été mise à jour depuis la Première Guerre mondiale. Un volume complet concerne Saint-Simon et Auguste Comte.
En 1998, à l'occasion du bicentenaire de sa naissance, Bruno Gentil fait paraître un éloge d'Auguste Comte dans la revue des Anciens élèves de l'École polytechnique, La jaune et la rouge.
En 2002 a lieu un colloque sur Auguste Comte à Cerisy.

## Extension géographique

### Monde anglo-saxon
L'influence s'est fait sentir sous la forme du positivisme anglais, dans certaines formes d'altruisme qui, à travers John Stuart Mill, rejoignent les théories utilitaristes de Jeremy Bentham. En Angleterre, le positivisme toucha aussi bien les milieux ouvriers que religieux. Ses principaux représentants outre-manche se nomment Richard Congreve, Frederic Harrison, George Henry Lewes ou George Eliot. Herbert Spencer a aussi subi l'influence positiviste.
Les États-Unis ont été influencés à travers le positivisme anglais.

### Europe et Turquie
Le positivisme eut une influence considérable en République tchèque ou en Turquie, notamment dans le mouvement des Jeunes-Turcs, à l'origine de la révolution nationaliste turque. Ahmed Riza, président du parlement turc au début du XXe siècle, fut membre du comité positiviste international.

### Amérique latine: une puissante influence
En Amérique latine, Raquel Capurro note que ce sont des médecins qui ont apporté le positivisme à travers les mouvements révolutionnaires qui se sont produits sur ce continent, dans le Rio de la Plata (Argentine et Uruguay), au Brésil et au Mexique. Le positivisme a pris une forme scientifique ou « religieuse » selon les cas.
La devise « Ordre et progrès » figure sur le drapeau brésilien (Ordem e progresso), elle atteste la forte influence qu'a eue le positivisme en Amérique latine dès la fin du XIXe siècle. En 1903, l'Église positiviste du Brésil achète l'immeuble de la rue Payenne à Paris, où se trouve la maison de Clotilde de Vaux, et transforme l'appartement de madame de Vaux en « résumé culturel de la religion de l'Humanité ». Au premier étage, on peut visiter une chapelle de l'Humanité, reproduction conforme à échelle réduite du plan de temple de l'Humanité qu'avait conçu Comte. Le chef cuisinier et écrivain positiviste Auguste Colombié qui a travaillé au Brésil aura une positiviste brésilienne, Maria Ezequiala de Santa Maria, comme seconde épouse.
Outre le Brésil, le positivisme a aussi exercé une puissante influence dans d'autres pays d'Amérique latine, tels que le Mexique, la Colombie et le Guatemala. Le dictateur mexicain Porfirio Díaz s'entoure de Científicos, groupe d'hommes d'affaires et d’intellectuels inspirés par le positivisme, dont la figure centrale est le ministre des Finances, José Yves Limantour. Ceux-ci contrôlent la quasi-totalité de l'économie, des finances et de l'enseignement. Plusieurs autres caudillos de l'époque (Rafael Reyes Prieto en Colombie et dans une moindre mesure Manuel José Estrada Cabrera au Guatemala) s'inspirent aussi du positivisme.
Cette doctrine présente quelquefois des variantes d'un pays à un autre. Au Mexique, elle est nettement antilibérale, en réaction contre la Reforma[réf. nécessaire]. En Argentine, elle évolue au contraire vers le libéral-social et va même jusqu'à influencer certains courants socialistes. L'Argentine constitue cependant une exception : le positivisme latino-américain s'est généralement bien peu soucié de l'amélioration des conditions de vie des classes populaires. L'historien Leslie Manigat note que le positivisme a été « l'idéologie de la nouvelle bourgeoisie d'affaires, qui ne veut ni du conservatisme des grands propriétaires terriens, ni du socialisme et de la lutte des classes ». Pour le positiviste mexicain Justo Sierra, ce sont en effet les intérêts de la bourgeoisie que le positivisme entend favoriser.

## Le positivisme aujourd'hui

### Conséquences
Les deux sens (scientifique et religieux) ont en commun de refuser la théologie et la métaphysique dans une explication scientifique. Celle-ci doit reposer uniquement :
- sur des faits du monde physique et matériel, complétés d'un processus rationnel d'induction ;
- sur des conséquences des mathématiques, et en particulier de la logique.

La téléologie propre à l'éthique d'Aristote est réfutée.

### Position de quelques contemporains
- Pour Anatole France, le positivisme scientifique, ne répond pas, entre autres, à la question : Comment sait-on qu'une avancée mathématique d'aujourd'hui n'aura pas dans l'avenir une application pratique ?[45].
- Raymond Aron, après une étude approfondie des œuvres complètes d'Auguste Comte, a estimé que cette philosophie était dépassée ; la philosophie de l'histoire de Raymond Aron s'écarte du positivisme[46].
- Christian de Perthuis, dans la conclusion de son livre La Génération future a-t-elle un avenir ?, montre que les certitudes scientifiques introduites par le positivisme n'ont plus de valeur aujourd'hui.

#### Sur l'enseignement et l'éducation
- Auguste Colombié